# Blyvitt

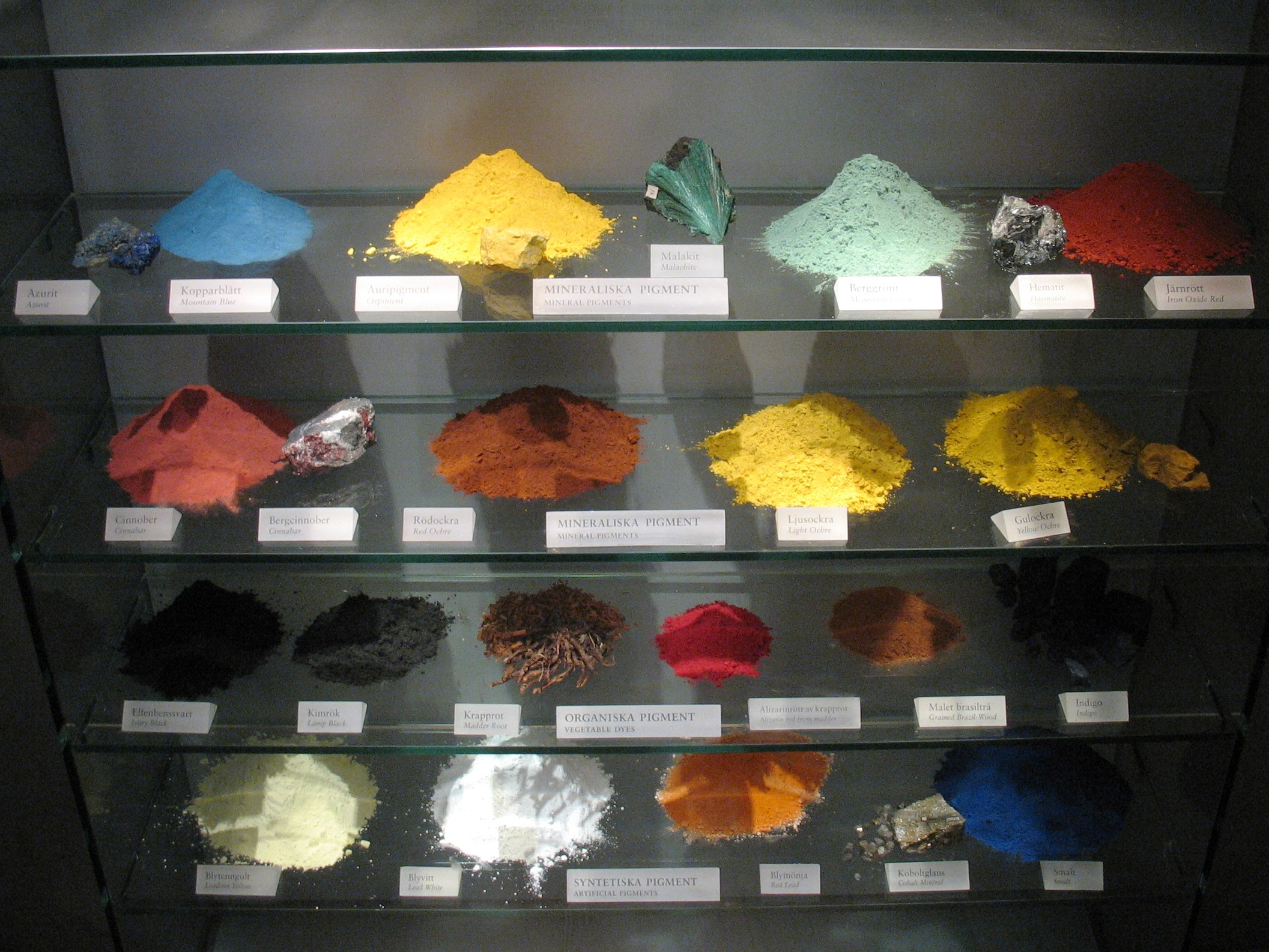
Färgpigment använda på regalskeppet Vasa, med blyvitt längst ner, näst längst till vänster.

Blyvitt (Kremnitzervitt, kremservitt), C.I. Pigment White 1 (77597), är ett syntetiskt vitt pigment med mycket god täckförmåga.
Blyvitt är basiskt bly(II)karbonat, även kallat blyhydroxidkarbonat, vars formel kan skrivas Pb3(CO3)2(OH)2. Ett tidigare skrivsätt var 2PbCO3 ⋅ Pb(OH)2.
Det har tidigare varit mycket vanligt i både konst- och byggnadsmåleri, men har nu mycket begränsad användning på grund av sin stora giftighet.

## Egenskaper
Blyvitt har låg hårdhet och kan lätt rivas till ett fint pulver med god täckkraft och vacker glans. Det är ljusbeständigt, men svartnar av gaser som innehåller svavelväte, och tål varken syror eller alkalier, och svartnar i kalkfärg. När bindemedlet är en torkande olja, exempelvis linolja, fungerar det som sickativ, det vill säga påskyndar torkningen/härdningen.
Blyvitt är blandbar med många andra pigment, dock är blandning med svavelhaltiga pigment såsom ultramarin, kadmiumpigment, cinnober eller auripigment olämplig. Blyvitt reagerar nämligen över tiden med vätesulfid eller sulfidhaltigt material och bildar mörk blysulfid, som svärtar ner.
I oljefärger orsakar blyet i pigmentet så kallad förtvålning, saponifiering, av bindemedlet. I vissa fall eftersträvas denna effekt, då det bland annat anses kunna ge ett mer väderbeständigt skikt. Man har dock konstaterat på äldre konstverk att målningars färglager med tiden förstörs.

## Giftighet
Blyvitts giftighet var känd redan i antiken. Trots detta var det länge det normala vitpigmentet inom både konst- och byggnadsmåleri, eftersom det inte fanns några lämpliga ersättare. När man börjat framställa zinkvitt kunde blyvitt förbjudas för invändig målning. I Sverige skedde detta 1860. För utvändig målning användes blyvitt fram till 1920-talet, då det ersattes av titanvitt.

## Historik
Blyvitt anges ibland vara det äldsta av de syntetiska pigmenten, och omtalas av flera antika grekiska och romerska författare, bl a Theofrastos (cirka 300 f.Kr.) och Plinius den äldre (23–79 e.Kr.).
Det finns uppgifter om att psimythion (ψιμύθιον) för antikens greker, och cerussa för romarna, avsåg blyacetat eller basiskt blyacetat. Theophrastus beskriver att i slutstegen vid tillverkning av psimythion ska produkten mortlas med vatten och därefter dekanteras. Både blyacetat och basiskt blyacetat är lättlösliga i vatten, och skulle sköljas bort vid dekanteringen, medan basiskt blykarbonat är mycket svårlösligt och bör därför vara den produkt som tillvaratogs. Antikens blyvitt var således, precis som senare tiders, ett karbonat.

## Framställning

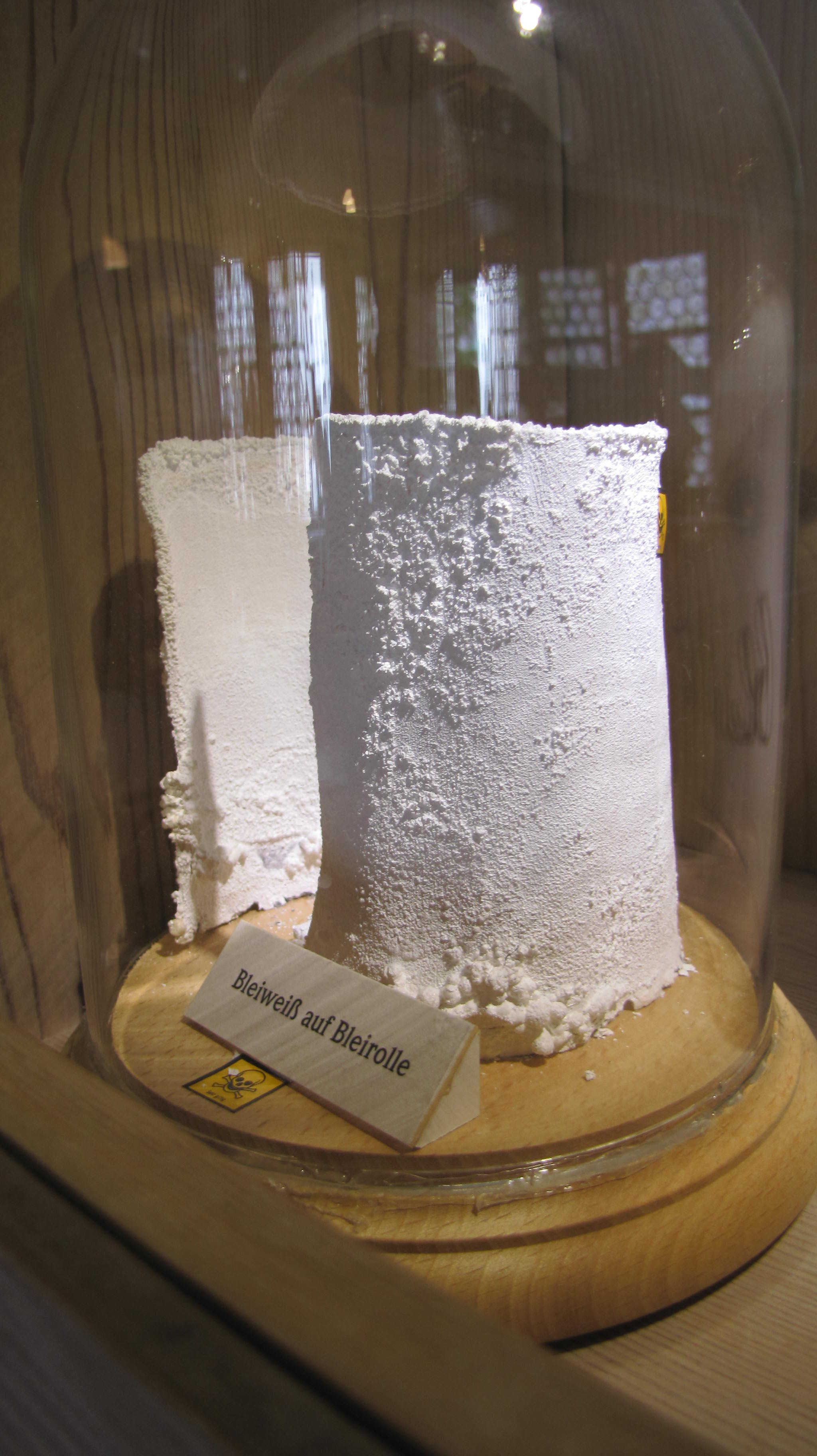
Blyvitt på blyplåt.

Blyvitt producerades under antiken genom att man placerar blymetall i krukor över vinäger. Efter tio dagar har metallen fått en vit beläggning, som skrapas av. Detta upprepas tills all metall är förbrukad. Den avskrapade beläggningen mortlas med lite vatten en avsevärd tid. Därefter sköljs produkten med vatten och dekanteras upprepade gånger. Härvid fick koldioxid i luften och löst i vatten tid att reagera, så att det bildades basiskt blykarbonat, det vill säga blyvitt. 
Senare tids tillverkning under 1700- och 1800-talet skedde på snarlikt sätt, men i större skala. Blyplåtar hängdes över en yta ättiksyra, utan att doppa ner i ättikan. Obrunnen hästgödsel eller multnande växtdelar gav dels värme, som påskyndar reaktionen, dels koldioxid för karbonatbildningen. Efter en tid korroderar blyet, och på plåten bildas vita flak, som kallas skiffervitt. Skiffervitt är en kvalitetesbeteckning eftersom ”skivformen” visar att produkten inte blivit utdrygad med krita. Genom pulverisering av flaken får man ett användbart pigment.
Sven Rinman beskriver i Bergwerks Lexicon ett alternativt sätt att tillverka ”en vida bättre blyhvitt” med hjälp av "skedvatten" (salpetersyraångor) och "vitriolsyra" (svavelsyra).. Denna vita produkt är med modernt språkbruk blysulfat.
Johan Gottlieb Gahn, Jöns Jacob Berzelius och Hans Peter Eggertz köpte 1816 Gripsholms kemiska fabriker, och där tillverkades bland annat blyvitt. Fabriken brann ner 1825.

## Användning
Under antiken användes blyvitt som kosmetika. Plinius den äldre listar blyvitt som målarpigment, men kommenterar att den inte är lämplig för fuktig freskomålning. Användningen under antiken som pigment har inte varit utbredd.
Blyvitt med äggbindemedel var i renässanstidens Italien ett alternativ till gesso för pastiglia, ett slags reliefdekoration, framförallt då på skrin.
Blyvitt kan användas för att tillverka ett rött pigment – mönja, Pb3O4. Vid upphettning till 480°C med lufttillträde sker följande reaktion:
3 Pb2CO3(OH)2 + O2 → 2 Pb3O4 + 3 CO2 + 3 H2O
Blandad med torkande olja har blyvitt använts som målarfärg inomhus fram till 1860 och utomhus fram till 1920-talet. Det har även varit det vanligaste vita pigmentet i konstnärsfärger.
Blyvitt har använts som plåster (farmakologiskt preparat i pastaform) för utvärtes bruk.

## Blyvitt i förfalskade målningar avslöjas med moderna metoder
Blyatomer absorberar röntgenstrålning starkt och därför går det att avgöra om en målning innehåller blyhaltigt pigment. Äldre målningar kan inte innehålla moderna vita pigment såsom titanvitt TiO2, så noggranna förfalskare använder blyvitt. Dock var tidigare århundradens bly inte lika rent som idag, så blyvitt kunde innehålla spår av exempelvis silver, koppar, antimon och i inbördes halter beroende på blymalmens ursprungsort. Men även om förfalskaren skulle kunna få tag på bly med dylika spårämnen för att tillverka blyvitt, finns det en avslöjande metod genom bestämning av några nuklider (olika grundämnens isotoper). Blymalm innehåller små mängder radium i form av den radioaktiva isotopen 226Ra, som kommer från sönderfall av uran (238U) i flera steg. Radium-226 har halveringstiden 1600 år, och sönderfaller bland annat till 210Pb, som har halveringstiden 22 år. Bara en liten del radium finns i nytillverkad blyvitt. Kvoten mellan 226Ra och 210Pb har minskat, och det tar över 100 år innan en så kallad radioaktiv jämvikt åter inställer sig. Förfalskningen avslöjas genom att den har fel kvot.